# (29675) Ippolitonievo
(29675) Ippolitonievo (désignation provisoire 1998 XV15) est un astéroïde de la ceinture principale découvert en 1998.

## Description
(29675) Ippolitonievo a été découvert le 15 décembre 1998 à l'observatoire astronomique de Farra d'Isonzo, situé dans la commune de Farra d'Isonzo, dans la province de Gorizia (Frioul-Vénétie Julienne), en Italie, par l'Observatoire astronomique de Farra d'Isonzo.

### Caractéristiques orbitales
L'orbite de cet astéroïde est caractérisée par un demi-grand axe de 2,44 ua, un périhélie de 2,29 ua, une excentricité de 0,06 et une inclinaison de 5,53° par rapport à l'écliptique. Du fait de ces caractéristiques, à savoir un demi-grand axe compris entre 2 et 3,2 ua et un périhélie supérieur à 1,666 ua, il est classé, selon la JPL Small-Body Database, comme objet de la ceinture principale.

### Caractéristiques physiques
(29675) 1998 XV15 a une magnitude absolue (H) de 15,6 et un albédo estimé à 0,257.